# Association pour l'emploi dans l'industrie et le commerce
L'Association pour l'emploi dans l'industrie et le commerce (communément appelée Assédic) était une association française loi de 1901, créée en 1958. Elle fusionne en 2008 avec l'Agence nationale pour l'emploi (ANPE) pour former Pôle emploi, devenu France Travail en 2024.
Ses missions étaient d'affilier les entreprises, de procéder à l'inscription des demandeurs d'emploi, d'assurer le suivi et l'accompagnement des demandeurs d'emploi, de recouvrer les cotisations sociales et d'effectuer le paiement des indemnités de chômage.
Il existait 30 Assedic en France (métropole et DOM). Chacune était dotée d'un conseil d'administration paritaire, c'est-à-dire composé pour une moitié de représentants des salariés (syndicats : CGT, CGT-FO, CFDT, CFTC, CGE-CGC) et pour l'autre moitié de représentants des employeurs (Medef, CGPME, UPA).
L'Assédic est coordonnée au niveau national par l'Union nationale interprofessionnelle pour l'emploi dans l'industrie et le commerce (Unédic).
En région parisienne, l'organisme qui est chargé de recouvrer les cotisations des employeurs et des salariés est le Groupement des assedic de la région parisienne (Garp). Cependant, il n'avait pas de position hiérarchique par rapport aux Assedic d'Île-de-France.
La gestion des employeurs professionnels du spectacle est assurée par le Centre national du cinéma spectacle (CNCS) et celle des employeurs occasionnels du spectacle par le Guichet unique du spectacle occasionnel (GUSO). Ces deux organismes sont gérés par le Garp.

## Responsabilité
L'Assédic assure l'inscription des demandeurs d'emploi pour le compte de l’Agence nationale pour l'emploi (ANPE) depuis le 1er janvier 1998 (les premières expérimentations datent de novembre 1996, notamment pour l'Assédic de Bourgogne). Si l'Assédic a la charge administrative d'accueillir, d'informer et d'inscrire les chômeurs, la responsabilité juridique n'en incombe pas moins à l'ANPE (ce qu'on appelle la « gestion de la liste »). L'Assédic est donc tenue de lui transmettre les cas posant un problème d'interprétation juridique, de même que les contestations des demandeurs d'emploi.
Par ailleurs, l'Assédic finançait des formations réservées aux demandeurs d'emploi indemnisés en allocation de retour à l’emploi (ARE). Communément appelés stages par concours financier de l'Assédic, on peut en trouver la liste sur les sites d'information des centres d'animation et de ressources de l'information sur la formation. Elle finançait d'autres aides au retour à l'emploi : aide à la formation préalable à l'embauche, aide dégressive à l'employeur, aide à la mobilité, aide différentielle au reclassement, entre autres.
L'Assédic avait également pour mission d'assurer le suivi de la recherche d'emploi effectuée par les chômeurs, et de transmettre les dossiers jugés insuffisants à la Direction Départementale du Travail, de l'Emploi et de la Formation Professionnelle (DDTEFP), habilitée à sanctionner les demandeurs d'emploi.
Enfin, l'Assédic versait, pour le compte de l’État français, l’allocation de solidarité spécifique (ASS) et l'allocation d'insertion (AI), remplacées par l'allocation temporaire d'attente (ATA) depuis le 16 novembre 2006). Certaines populations qui n'avaient pas atteint 182 jours d'indemnisation avaient deux mois (soit jusqu'au 12 janvier 2007) pour opter pour l'ATA. En cas de non-option, le versement s'arrêtait de plein droit au 182e jour.

## Indemnisation des chômeurs en proportion de leur ex-salaire
Avant de fusionner avec l'ANPE pour créer Pôle emploi, l'Assédic versait mensuellement les allocations chômage (A.R.E), qui jusqu'en 1982 représentaient 90 % du salaire brut.
Elle estimait, lors du premier entretien, la distance à l'emploi de la personne qui s'inscrit, calculait les droits à l'indemnisation, en fonction du salaire perdu, indemnisation assurée en cas de licenciement ou de rupture conventionnelle, mais pas dans le cas de démission, sauf dans des cas très précis.
Plusieurs allocations se combinent et s'ajoutent, mais une bonne partie des salariés n'ont en réalité droit qu'à la principale : l'Allocation d'aide au retour à l'emploi. Pour la toucher, il faut avoir travaillé au moins 4 mois au cours des 28 derniers mois. Elle représente 57,4 % du salaire net, sur la base des 12 derniers mois de salaires et des primes afférentes, pour un salarié de moins de 50 ans qui gagnait plus de 2.042 nets par mois en 2013. Si ce même salarié gagnait entre, 1236 et, 2042 euros par mois, l'allocation est de 40,4 % du salaire journalier brut + 11,57 euros par jour.
S'ajoutent ensuite d'autres aides en fonction du secteur économique, de la nature de son départ du marché du travail, des ressources de la personne, de son âge, de la formation suivie et de sa situation de famille.

## Identités visuelles

Logo de 1993 à 2003.
Logo de 2003 à 2008.

## Culture populaire
- Philippe Katerine dit dans sa chanson  Borderline que les Assédics ouvrent à 9h et ferment à 16h.
- Éric Toulis a écrit en 1994 une chanson humoristique Assédic, surnommant l'association comme : […] La maman de tous les gens qui n'ont pas d'argent ; la chanson était enregistrée par Les Escrocs pour leur album Faites-vous des Amis.
- Dans son album Métèque et Mat, le rappeur Akhenaton chante Éclater un type des Assédic pour fustiger l'inefficacité de l'institution et ses lourdeurs administratives.
- Anne Sylvestre a écrit une chanson humoristique La java des assédiques au sujet des Assédic et des intermittents du spectacle.
- M Roumbaba Said, Appela Carl et Koe Pascal écrivent une chanson pour Soprano et Psycho dont le titre est "Ferme les yeux et imagine-toi", dans laquelle une référence aux ASSEDIC est présente dans le troisième couplet.
- Dans le film Intouchables, le personnage de Driss, joué par Omar Sy, dit reconnaître Vivaldi, plus précisément Les quatre saisons, le printemps, premier mouvement, musique d'attente téléphonique choisie par l'Assédic de Paris.
- BEN plg exerce une figure de style dans sa chanson « Paraît que les miracles n’existent pas », en faisant référence à des acteurs du système judiciaire. Parlant de juges et de greffières, parfois paternalistes et condescends envers les justiciables, il leur souhaite en retour de leur comportement des heures interminables d’embouteillages, le tout dans des voitures ne valant pas plus que des versements d’ASSEDIC.